# Ritva Valkama
Ritva Karin Valkama, född 13 november 1932 i Jyväskylä, död 8 maj 2020 i Helsingfors, var en finländsk skådespelare. 

## Biografi
Valkama genomgick Finska teaterskolan 1953–1956, var engagerad vid Tammerfors teater 1956–1957 och 1961–1975 och vid Hämeenlinnan kaupunginteatteri i Tavastehus 1957–1961, Tampereen teatteri 1961–1975, Helsingfors stadsteater 1975–1988 och Lilla Teatern 1988–1994. Efter detta har hon gjort tungt vägande insatser på bland annat Finlands nationalteater och Helsingfors stadsteater. Hon var professor i skådespelararbete vid Teaterhögskolan 1985–1988.
Valkama är en ypperlig karaktärsskådespelare och en komedienn med frodig humor och omedelbar värme i sina roller. Hon har ett mästerligt musikaliskt rytmsinne, är intresserad av språk och behärskar svenska suveränt. Det sistnämnda hade hon nytta av under sin period på Lilla Teatern, då hon bland annat medverkade i Bengt Ahlfors revyer. Hon har med mustigt utspel gestaltat många kärlekskranka ungmör och giftaslystna hushållerskor, bland annat i Maria Jotunis Mannens revben och som Liisa Elisapetti i Maiju Lassilas Viisas neitsyt. Dessa pjäser blev båda långvariga succéer; den senare uppfördes även i Tallinn och Moskva. I Shakespeareroller har hon framträtt som amman i Romeo och Julia och som Emilia i Othello. Den eldfängda Serafina delle Rose i Tennessee Williams Den tatuerade rosen var en av hennes bravurroller där hon fick ge sina stormande känslor ett temperamentsfullt utbrott. Pjäsen uppfördes över 200 gånger på Helsingfors stadsteater.
Efter pensioneringen hamnade Valkama i elden i minst lika hög grad som tidigare, på Finlands nationalteater gjorde hon succé som Big Mama i Katt på hett plåttak och på Helsingfors stadsteater blev hon än en gång en älskad publikmagnet. Bland annat har hennes insats prisats i pjäser som Vuoriston kaunotar, Täti ja minä och i långköraren Kvartetten (2002−2011). Hon har medverkat i många tv-program och -filmer. Hon tilldelades Pro Finlandia-medaljen 1986 och statens scenkonstpris 2000.